# 11167 Kunžak
11167 Kunžak è un asteroide della fascia principale. Scoperto nel 1998, presenta un'orbita caratterizzata da un semiasse maggiore pari a 2,2985407 UA e da un'eccentricità di 0,1335887, inclinata di 4,99823° rispetto all'eclittica.